# 문별
문별(본명: 문별이, 1992년 12월 22일~)은 대한민국의 가수, 래퍼이자 걸 그룹 마마무와 마마무+의 멤버이며, 랩과 퍼포먼스를 맡고 있다.

## 학력
- 부천북초등학교(졸업)
- 소명여자중학교(졸업)
- 원미고등학교(졸업)
- 백제예술대학교 미디어음악학과

## 음반
- 2015년 솔라, 문별 - 《어제처럼》(투유 프로젝트 - 슈가맨 무대곡)
- 2017년 옆집소녀 - 《Deep Blue Eyes》(아이돌 드라마 공작단)
- 2017년 문별 - 《구차해》 (Purple 수록곡)
- 2020년 문별 - 솔로 EP《Dark side of the Moon》
- 2020년 문별 -《부재 (Absence)
- 2020년 문별 - [서툰이별을 하려해]
- 2021년 문별 - [ILJIDO]
- 2022년 문별 - [LUNATIC]
- 2022년 문별 - [내가 뭘 어쩌겠니?]
- 2022년 문별 - [너만 들었으면 좋겠다]
- 2024년 문별 - 솔로 정규《Starlit of Muse》
- 2024년 문별 - 솔로 정규 리패키지《Starlit of Twinkle》

### 참여 앨범
- 2015년 유성은 - 《Nothing》피쳐링
- 2019년 핫펠트 - 《Happy Now》피쳐링 및 작사
- 2020년 펀치 - 《Say Yes》피쳐링
- 2020년 제아 - 《Greedy》피쳐링

## 출연 작품

### 예능
| 연도   | 방송사     | 제목                               | 비고                             |
| ------ | ---------- | ---------------------------------- | -------------------------------- |
| 2014년 | KBS2       | 《대국민 토크쇼 안녕하세요》       |                                  |
| 2014년 | KBS2       | 《추석특집 쟁반 릴레이송》         |                                  |
| 2015년 | KBS2       | 《불후의 명곡: 전설을 노래하다》   |                                  |
| 2015년 | Mnet       | 《야만TV》                         |                                  |
| 2015년 | MBC every1 | 《주간 아이돌》                    |                                  |
| 2016년 | MBC every1 | 《SHOW TIME-마마무X여자친구》      |                                  |
| 2017년 | KBS Joy    | 《아이돌 드라마 공작단》           |                                  |
| 2017년 | MBC every1 | 《주간 아이돌 - 마마무X여자친구》  |                                  |
| 2018년 | MBC        | 《미스터리 음악쇼 복면가왕》       | 사실 독수리오남매예요! 백조 수나 |
| 2019년 | KBS2       | 《입맞춤》                         | 고정                             |
| 2019년 | MBC        | 《섹션TV 연예통신》                |                                  |
| 2019년 | MBC        | 《지금 1위는?》                    |                                  |
| 2019년 | 채널 A     | 《개밥 주는 남자》                 |                                  |
| 2019년 | SBS        | 《백종원의 골목식당》              | With.솔라                        |
| 2020년 | MBC        | 《아이돌스타 선수권대회》          | 투구                             |
| 2020년 | MBC        | 《2020 아멍대》                    | With.대박이,행운이,건강이        |
| 2021년 | SBS        | 《골 때리는 그녀들》               |                                  |
| 2022년 | SBS        | 《꼬리에 꼬리를 무는 그날 이야기》 |                                  |
| 2022년 | SBS        | 《골 때리는 외박》                 |                                  |
| 2022년 | JTBC       | 《두 번째 세계》                   |                                  |
| 2023년 | KBS2       | 《배틀트립2》                      | 게스트                           |
| 2023년 | MBC        | 《심야괴담회》                     | 게스트(78회)                     |
| 2023년 | JTBC       | 《피크타임》                       | 심사위원(4회~)                   |
| 2023년 | 채널 A     | 《나만 믿고 먹어봐, 도시횟집》     | 일일 알바(7회)                   |
| 2023년 | SBS        | 《꼬리에 꼬리를 무는 그날 이야기》 |                                  |
| 2023년 | 유튜브     | 《노빠꾸 탁재훈》                  | 게스트(64회)                     |

## 별명
문별의 별명은 문별 이름에 별이 영어로 스타(star)라서 문+스타 문스타라는 별명이있다. 문짱구, 문초딩, 문다정, 만생이, 햄쪽이 등등이 있다.

## 가수 외 활동
- 2015년 웹드라마 《스타트 러브》 - 나영 역(주연)
- 2017년 KBS 웹드라마 《아이돌 드라마 공작단》 - 문별이(주연)